# Władysław I Herman

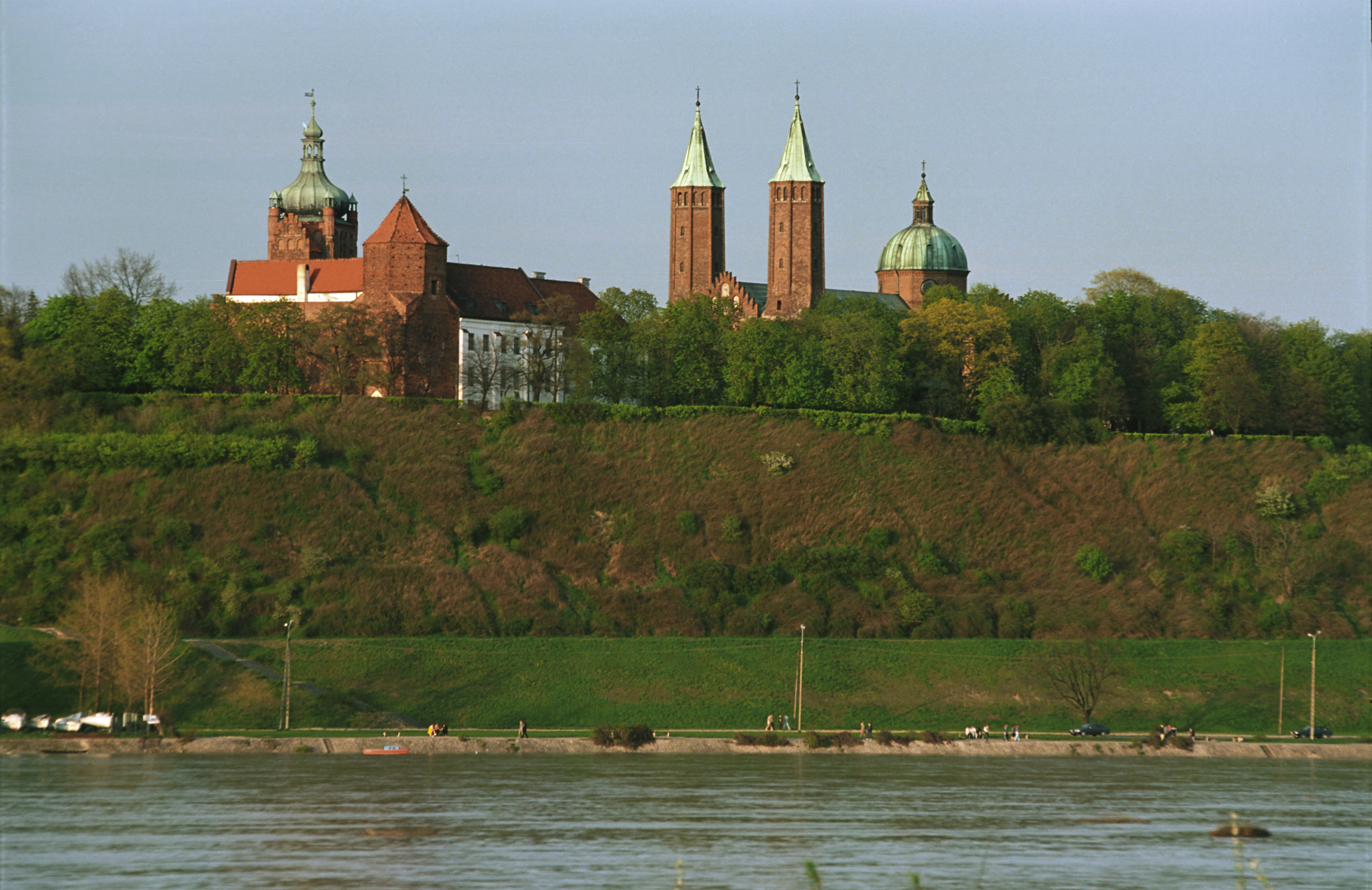
Wzgórze Tumskie w Płocku - główna siedziba Władysława Hermana

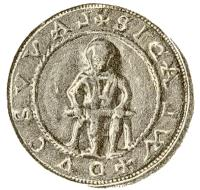
Pieczęć Władysława Hermana z jego darowizny dla klasztoru w Bambergu z napisem „+SIDALW+DVC SVVAL”

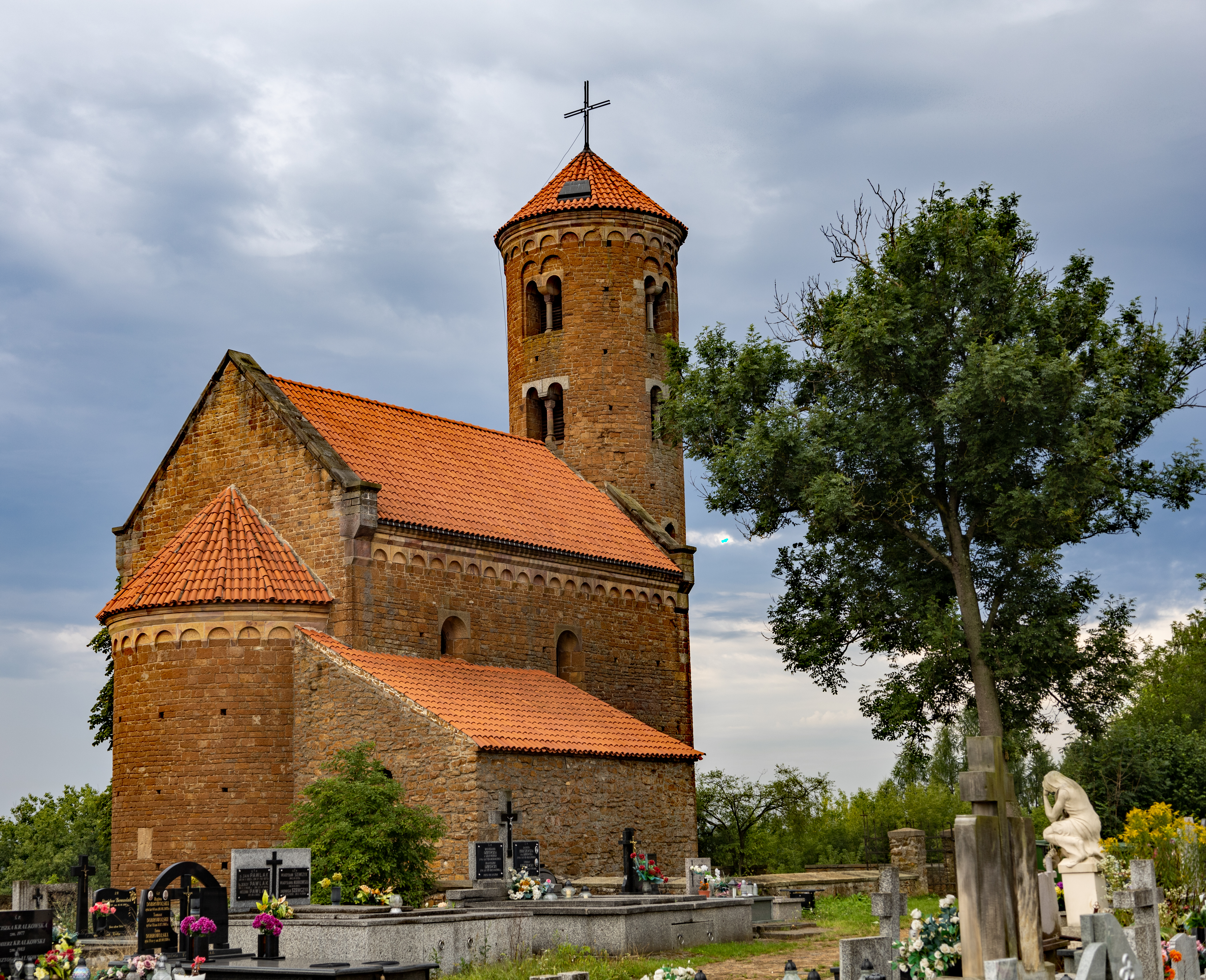
Inowłódz – kościół ufundowany przez Władysława Hermana

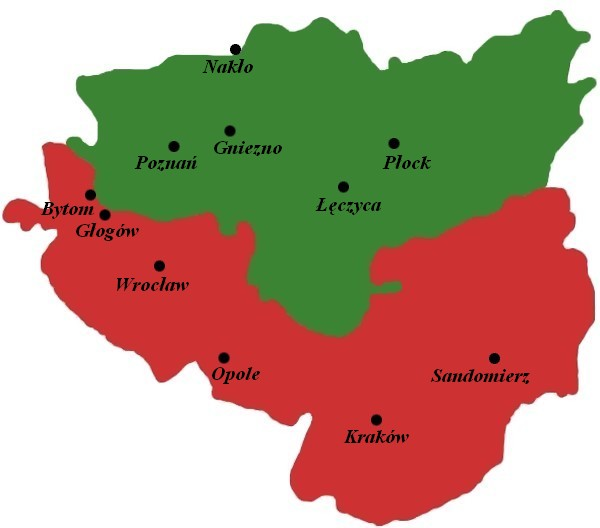
Ziemie Władysława Hermana w 1102 roku podzielone pomiędzy jego synów Zbigniewa (zielone) i Bolesława Krzywoustego (czerwone)

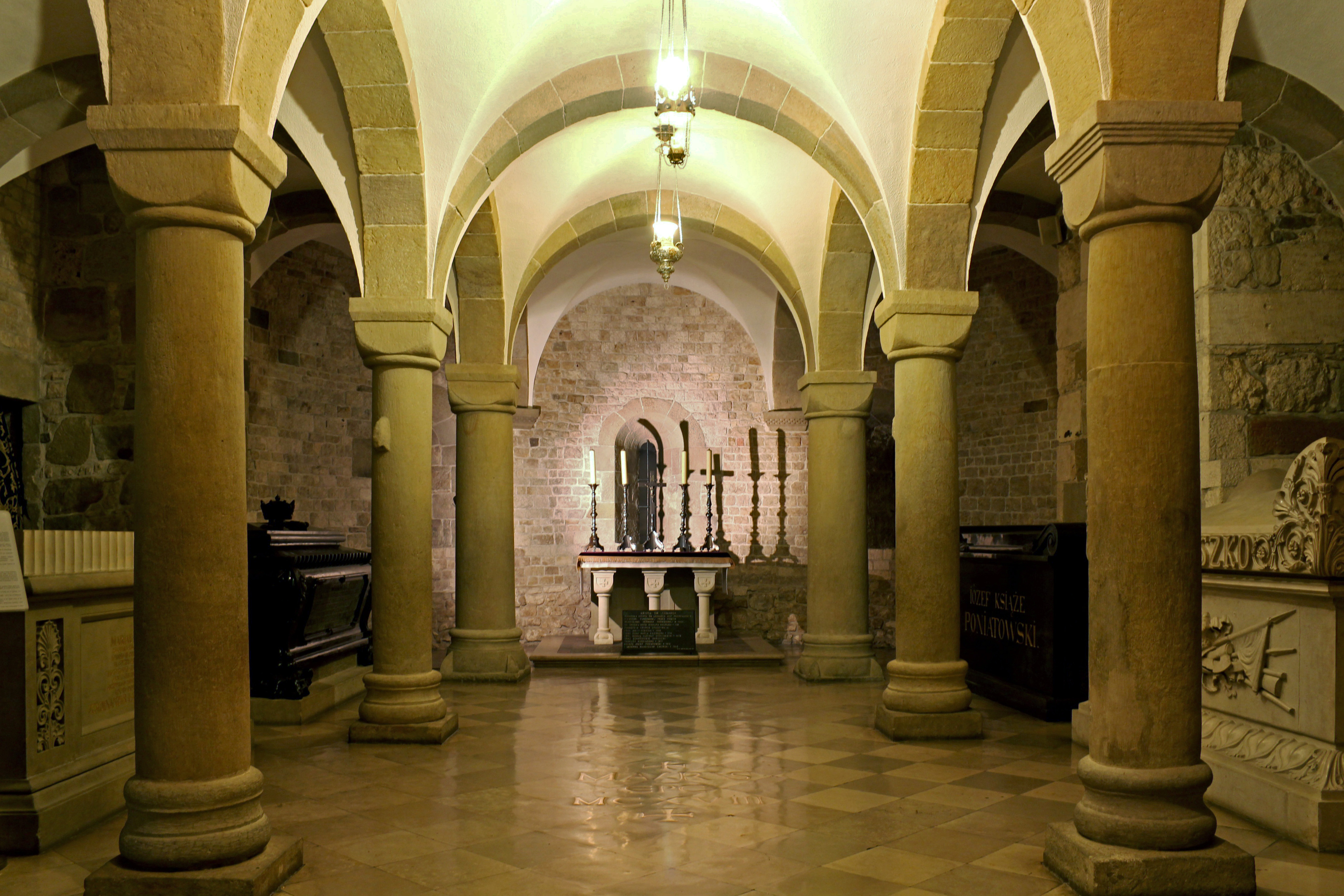
Krypta św. Leonarda na Wawelu zbudowana w okresie panowania Władysława Hermana

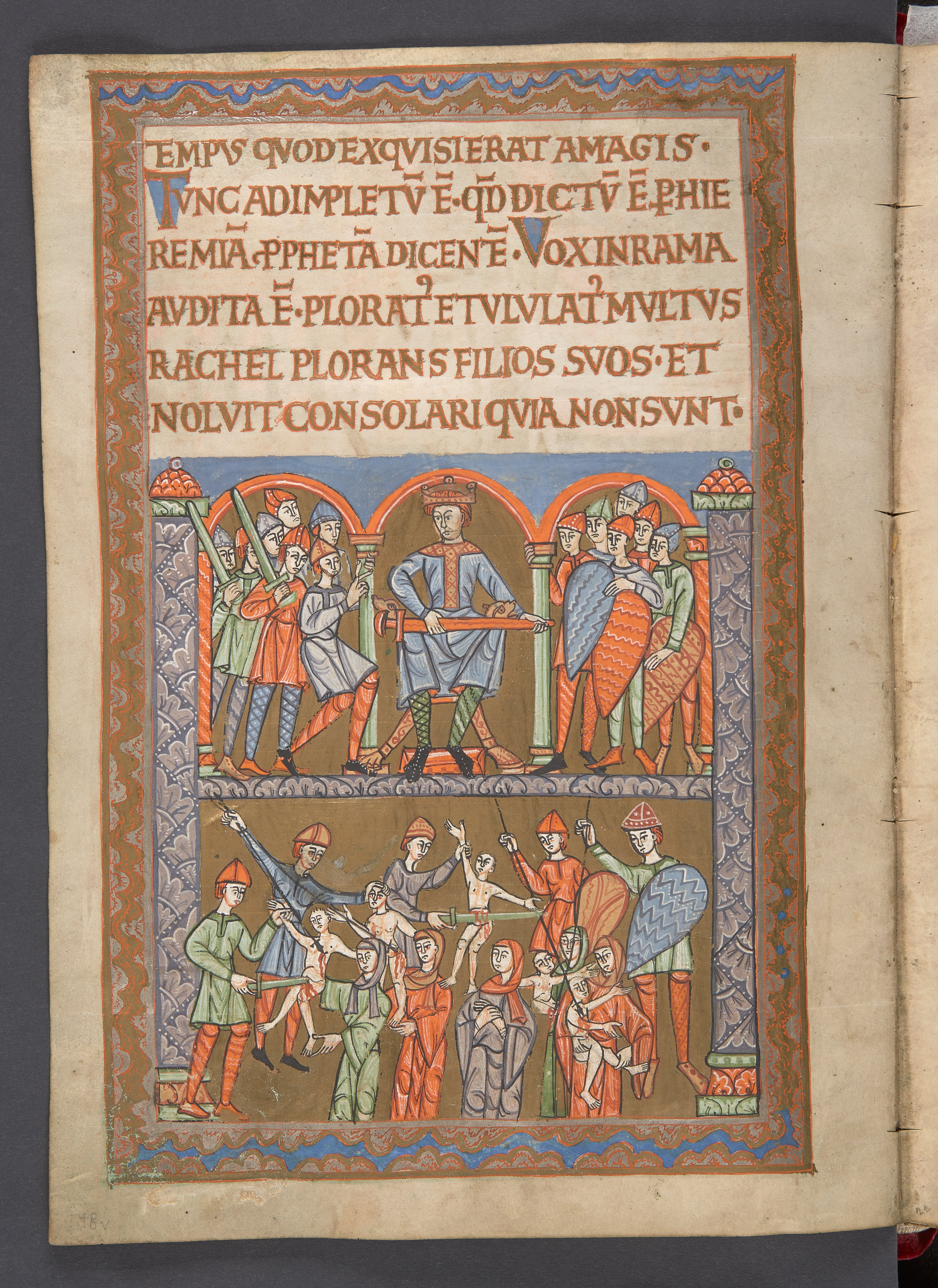
Złoty Kodeks Pułtuski - własność żony Władysława Hermana

Władysław I Herman (ur. ok. 1043, zm. 4 czerwca 1102 w Płocku) – książę z dynastii Piastów, władca Polski w latach 1079–1102. Młodszy syn Kazimierza I Odnowiciela i jego żony Dobroniegi. Młodszy brat wygnanego króla Bolesława II Szczodrego.
Władzę objął po wygnaniu brata, króla Bolesława Szczodrego. Zmienił kierunek polskiej polityki: zawarł pokój z Czechami i wznowił uległość wobec Świętego Cesarstwa, wyrażoną niepodejmowaniem starań o koronę królewską oraz popieraniem go w sporze z papieżem. Dążył, wraz z wojewodą Sieciechem, do wzmocnienia autorytetu monarchy i zapobieżenia potencjalnej interwencji ze strony Czech i Niemiec. Wkrótce jednak w ręce palatyna przeszła faktyczna władza w państwie. Wobec sprzeciwu możnych, wrogo nastawionych do wszechwładzy Sieciecha, książę został zmuszony do jego oddalenia i podziału państwa między swoich synów: Zbigniewa (otrzymał Wielkopolskę, Kujawy, ziemie sieradzką i łęczycką) i Bolesława (przypadły mu w udziale Śląsk i Małopolska) w 1097 roku. Herman do śmierci (1102) zachował jedynie Mazowsze i władzę zwierzchnią.

## Młodość
Nie wiadomo nic o młodości Władysława. Według niektórych historyków po śmierci ojca panował na Mazowszu jako lennik brata. Za tą hipotezą przemawia fakt, że w czasie rządów w całym kraju jego główną siedzibą był Płock. Zapewne wtedy zawarł małżeństwo z nieznaną z imienia Polką.
Przedmiotem sporów pozostaje do dziś udział Władysława w buncie przeciw królowi Bolesławowi Szczodremu w 1079 r. Brak informacji czy był przywódcą buntu, czy tylko bezwolnym narzędziem w rękach spiskowców. Przyjmuje się, że faktyczną władzę w Polsce objął dopiero po śmierci brata – w 1081 lub 1082, gdy wygnany król zakończył życie na Węgrzech. Domniemanym przywódcą buntu przeciwko królowi był magnat małopolski Sieciech, który później jako palatyn księcia odegrał dużą rolę podczas panowania Władysława Hermana.

## Panowanie

### Pierwszy okres panowania
Po objęciu rządów Władysław Herman miał około 40 lat i objął władzę, mimo że powinna ona przypaść najstarszemu synowi króla Bolesława Szczodrego. Herman nie przeniósł swojej siedziby do Krakowa i mazowiecki Płock pozostał głównym grodem, z którego książę i jego otoczenie sprawowali władzę nad państwem. Panowanie w pierwszym okresie, trwającym około 10 lat, to czas stabilizacji władzy wewnętrznej po zamęcie spowodowanym panowaniem Bolesława Szczodrego i zabezpieczania granic poprzez korzystne małżeństwa. Stosunki księcia z sąsiadami ułożyły się pokojowo, bo, mimo że król węgierski Władysław I Święty gościł u siebie syna zmarłego króla, Mieszka Bolesławowica, nie podejmował interwencji w obronie jego praw do polskiego tronu, gdyż sam miał problemy z rywalem do tronu węgierskiego. W Niemczech król Henryk IV Salicki pokonał konkurencję i po trzech latach walk opanował Rzym i wygnał papieża Grzegorza VII. Następnie Henryk IV wybrał antypapieża Klemensa III, któremu kazał koronować się na cesarza rzymskiego. W tym czasie Henryka IV wiernie popierał książę czeski Wratysław II. W tej sytuacji Władysław Herman nie miał wyboru i opowiedział się po stronie Henryka IV. Pozwoliło to przejść Polsce z obozu papieskiego, z którym był w sojuszu poprzedni władca Bolesław Szczodry, do obozu cesarskiego wygrywającego ten fundamentalny w tym czasie dla Europy spór.
Przypuszczalnie dzięki swojej siostrze Świętosławie Swatawie, która była żoną księcia czeskiego Wratysława II, Władysław Herman około 1080 roku poślubił Judytę, córkę Wratysława II z poprzedniego związku, oraz zaczął Wratysławowi II płacić trybut ze Śląska, co nakazał wcześniej cesarz Henryk III Salicki. W 1082 roku wojska polskie uczestniczyły po stronie Henryka IV w walkach z jego niemiecką opozycją.
Za panowania Władysława Hermana, około 1085 roku, Polska utraciła odzyskane przez Bolesława II Szczodrego Grody Czerwieńskie.
Ze związku z księżniczką czeską Judytą urodził się około 1086 roku syn Bolesław Krzywousty. Był to drugi syn Władysława Hermana - jego starszym synem był Zbigniew, z małżeństwa z nieznaną z imienia wcześniejszą żoną. Na skutek interwencji węgierskiej w 1086 roku, do Krakowa wrócił z Węgier syn wygnanego króla Mieszko Bolesławowic. Około roku 1088 po śmierci księżnej Judyty, Władysław Herman ożenił się z siostrą cesarza Henryka IV Judytą-Marią Salicką (wdową po węgierskim królu Salomonie). Było to zgodne z polityką księcia mającą na celu ułożenie pokojowych stosunków z silniejszym sąsiadem, tym bardziej, że Henryk IV planował najazd na Polskę. Powrót Mieszka Bolesławowica oznaczał, że w Polsce wytworzyła się skomplikowana sytuacja dotycząca następstwa tronu, ponieważ było już trzech pretendentów do następstwa po panującym Władysławie Hermanie. Mogła to wykorzystać też opozycja, popierając innego niż Bolesław Krzywousty, kandydata. Sytuacja ta została rozwiązana, gdy w interesie trzyletniego Bolesława Krzywoustego w styczniu 1089 roku w Krakowie otruto syna króla - Mieszka Bolesławowica, a księżna Judyta-Maria doprowadziła do tego, że Zbigniew został umieszczony w żeńskim klasztorze w Quedlinburgu, gdzie przeoryszą była starsza siostra Judyty – Adelajda, lub w Gandersheim w Księstwie Saksoni.

### Pozycja palatyna Sieciecha
Faktyczną władzę w państwie sprawował palatyn Sieciech z rodu Starżów – Toporczyków pochodzącego z Małopolski. Przypuszczalnie Sieciech mógł odegrać decydującą rolę w obaleniu Bolesława Szczodrego i przekazania władzy Władysławowi Hermanowi. W imieniu księcia Sieciecha starał się wzmocnić władzę monarszą osłabioną po wygnaniu króla Bolesława Szczodrego, czego wynikiem stały się liczne konflikty z możnymi w drugim okresie rządów Władysława Hermana. Z czasem pozycja Sieciecha stała się tak mocna, że samodzielnie podejmował decyzje, stając się najważniejszą osobą w państwie. Jego pozycja stała się tak silna, że emitował swoje własne monety, co było uprawnieniem księcia, a jego przeciwnicy szkalowali go oskarżając o romans z księżną Judytą-Marią. Sieciech był kluczową postacią w czasie rządów Władysława Hermana, wiernie stojącą przy jego boku, energiczną i wzbudzającą skrajnie negatywne emocje u możnowładców oraz u synów Władysława Hermana.

### Drugi okres panowania
Drugi okres panowania, po 1093 roku, to narastanie tendencji odśrodkowych, bunty możnych popierających Zbigniewa i umacnianie się opozycji kosztem księcia (Władysław Herman nigdy nie zabiegał o koronę królewską).
W sierpniu 1090 roku doszło do wyprawy Sieciecha i Władysława Hermana na Pomorze Gdańskie, które uniezależniło się od władzy Piastów w czasach Bolesława Szczodrego. Dzięki zwycięstwie w bitwie pod Nakłem w lecie 1090 roku, udało się Pomorze Gdańskie na powrót podporządkować Polsce. Sieciech obsadził ważniejsze grody załogami, a pozostałe kazał spalić. Miało to zapobiec buntom Pomorzan, jednak już pod koniec roku 1090 obszar ten ponownie się uniezależnił. Kolejna pomorska wyprawa Sieciecha i Hermana wczesną wiosną 1091 roku miała już tylko charakter łupieżczy. Sytuacji nie zmieniła w 1091 roku nawet zwycięska dla wojsk polskich bitwa pod Drzycimiem nad Wdą, która rozpoczęła się podczas odwrotu z Pomorza. Wyprawa jesienią 1091 roku ze wsparciem czeskim na gród Nakło także zakończyła się fiaskiem. Rozpoczął się długi okres walk i najazdów na pograniczu, które miał uspokoić dopiero znacznie później Bolesław III Krzywousty.

### Bunt na Śląsku w obronie Zbigniewa
Od czasu niepowodzeń w walkach z Pomorzanami także sytuacja wewnętrzna przestała układać się po myśli księcia i Sieciecha. Brak sukcesów w wojnie mógł uaktywnić opozycję, a to z kolei spowodowało po 1091 roku represje Sieciecha w postaci usuwania opozycjonistów z urzędów, sprzedawania w niewolę, wyroków wygnania, czego skutkiem było odnotowane pojawienie się w Czechach zbiegów politycznych z Polski, którzy zyskali poparcie czeskiego księcia Brzetysława II. Doprowadziło to do konfliktu z Czechami czego wynikiem było zaprzestanie w 1092 roku płacenia przez Polskę trybutu ze Śląska. Brak zapłaty trybutu doprowadził w 1093 do czeskiego najazdu na Dolny Śląsk, w wyniku którego Czesi zniszczyli tereny od Ryczyna po Głogów. To z kolei doprowadziło do odwetowej wyprawy Sieciecha na Morawy. W tym samym roku polscy opozycjoniści z pomocą czeską uprowadzili z saksońskiego klasztoru księcia Zbigniewa, a następnie w 1093 roku doprowadzili do buntu na Śląsku. Tamtejszy komes prowincji Magnus opowiedział się za Zbigniewem i przyjął przeciwników Władysława Hermana. Równocześnie czeski książę Brzetysław II najechał i zajął należącą do Polski Ziemię kłodzką. Próby porozumienia we Wrocławiu nie powiodły się i doszło do wojny domowej, jednak aby uzyskać neutralność Czech i w ten sposób utrzymać władzę Władysław Herman zgodził się odnowić płacenie trybutu ze Śląska i uznać czeską aneksję Ziemi kłodzkiej, która następnie została oddana w lenno, będącego jeszcze dzieckiem, Bolesława Krzywoustego. Władysława Hermana poparł król węgierski Władysław I, ale w obozie pod Wrocławiem doszło do konfliktu pomiędzy nim i Władysławem Hermanem, co doprowadziło porwania przez Węgrów palatyna Sieciecha i małego księcia Bolesława Krzywoustego. Sytuację Władysława Hermana skomplikowało odmówienie przez jego wojsko bratobójczej walki z wojskami Zbigniewa. W tej sytuacji Władysław Herman musiał w 1093 roku we Wrocławiu uznać prawa swojego najstarszego syna i przyznał mu w zarząd Śląsk.
W 1094 roku wojska Władysława Hermana zdobyły na Pomorzanach gród w Międzyrzeczu. W 1096 Czesi zdobyli polski gród Bardo na Śląsku i po zburzeniu zbudowali nowy gród Kamieniec. Około 1097 Powieść minionych lat odnotowała przy opisie interwencji w księstwach ruskich w związku z konfliktem Światosława II turowskiego z Dawidem Igorewiczem, że Brześć nad Bugiem wchodził w skład państwa Władysława Hermana.

### Wojna domowa na Kujawach
Gdy palatyn Sieciech z Bolesławem Krzywoustym zbiegli z węgierskiej niewoli, Sieciech z dużą energią mobilizował swoich zwolenników i po przekonaniu części śląskich możnowładców, odzyskał bez walki śląskie grody i po tym, gdy stanął pod Wrocławiem doprowadził do ucieczki księcia Zbigniewa, który zbiegł do Kruszwicy na Kujawach. Sieciech pokonał Zbigniewa w bitwie nad Gopłem i po poddaniu się Zbigniewa w Kruszwicy uwięził go w swoim grodzie w Sieciechowie. Jednak palatyn Sieciech nie zdecydował się na zabicie uwięzionego Zbigniewa. W 1097 lub 1099 roku Władysław Herman na usilne żądania arcybiskupa Marcina uwolnił swojego syna Zbigniewa i przywrócił go do łask, a na wiecu podczas poświęcenia katedry w Gnieźnie powierzył obu swoim synom Zbigniewowi i Bolesławowi Krzywoustemu dowództwo nad wojskami wyruszającymi przeciwko Pomorzanom. Jednak bracia połączyli siły i zwrócili się przeciwko Sieciechowi, zmuszając Władysława Hermana do podziału państwa pomiędzy nich.

## Podział władzy z synami
Pomiędzy rokiem 1097 a 1100 synowie Władysława Hermana (Zbigniew i Bolesław III Krzywousty) przy poparciu możnych wymogli na ojcu podział państwa na dzielnice. Zbigniew otrzymał Wielkopolskę, Kujawy i ziemię sieradzko-łęczycką, Bolesław Krzywousty – Śląsk, zaś Władysław Herman zatrzymał dla siebie Mazowsze i Małopolskę wraz z władzą zwierzchnią nad wszystkimi księstwami. Po jego śmierci Małopolska miała przypaść Bolesławowi, a Mazowsze Zbigniewowi, ale Władysław Herman oświadczył też, że nie wyznaczy następcy bo obaj synowie mają być sobie równi. Mogło to być uznane za działanie na rzecz młodszego Bolesława, któremu jako nieletniemu wyznaczono opiekuna komesa Wojsława, powinowatego Sieciecha.

### Ostatnia wyprawa przeciwko Sieciechowi
Po uwolnieniu się spod tej kurateli, Bolesław Krzywousty z inspiracji Skarbimira z rodu Awdańców i możnych śląskich zwołał wiec do Wrocławia, gdzie podjął wraz ze Zbigniewem i możnymi decyzję o podjęciu wyprawy przeciwko Sieciechowi. W 1099 roku połączone wojska braci spotkały się w Żarnowcu nad rzeką Pilicą z wojskami Władysława Hermana. Na spotkaniu książę zgodził się wygnać palatyna Sieciecha i przysiągł, że nie przywróci go do łask, w efekcie czego obaj jego synowie złożyli ojcu hołd. Następnie połączone siły Piastów wyruszyły do Sieciechowa, gdzie w tamtejszym grodzie schronił się palatyn Sieciech. Podczas oblężenia Władysław Herman nieoczekiwanie porzucił synów i z kilkoma ludźmi dołączył do broniącego się w grodzie Sieciecha. W tej sytuacji obaj bracia i możni podjęli decyzję o pozbawienia Władysława Hermana władzy i podziale jego dzielnic między braci tak jak to miało nastąpić po jego śmierci. Bolesław zajął Kraków i Sandomierz, ale Zbigniewowi nie udało się zająć Płocka przed przybyciem do niego Władysława Hermana, który zamknął się w grodzie. Jednak na skutek negocjacji z arcybiskupem gnieźnieńskim Marcinem władca uległ i w zamian za zwrot Krakowa i Sandomierza ostatecznie zgodził się na wygnanie Sieciecha. Palatyn udał się za granicę i mimo że powrócił potem do Polski, nie odegrał już więcej żadnej roli politycznej.
W 1100 roku doszło do walk z Pomorzanami pod grodem Santok nad Wartą, a 1101 roku Połowcy przepłynęli Wisłę i zaatakowali w celach łupieżczych, ale zostali pokonani przez wojska polskie podczas odwrotu.

### Śmierć Władysława Hermana
Książę Władysław I Herman zmarł w Płocku w dniu 4 czerwca 1102 r. Został pochowany w romańskiej katedrze w Płocku, a uroczystościom pogrzebowym z udziałem obu synów przewodniczył arcybiskup gnieźnieński Marcin. Grób Władysława Hermana sprofanowali Pomorzanie podczas najazdu na Płock w 1126/1127 roku.
Po śmierci Władysława Hermana terytorium Polski nadal pozostawało podzielone między dwóch synów monarchy. Dzielnica Zbigniewa obejmowała całą północną część państwa razem z odziedziczonym po ojcu Mazowszem.

## Bilans rządów Władysława Hermana
Sytuacja wewnętrzna i międzynarodowa Polski za panowania Władysława I Hermana była bardzo skomplikowana i jego panowanie rozpatrywane jest w kontekście prowadzonego od 1076 roku sporu o inwestyturę pomiędzy cesarzem Henrykiem IV a papieżem Grzegorzem VII o przywództwo w świecie chrześcijańskim. Książę poprzez korzystne ożenki, wpierw z królewną czeską, a potem córką cesarza stworzył sojusze, które zapewniły państwu bezpieczeństwo zewnętrzne, pomimo buntów możnych, problemu Sieciecha, walki o władzę jego synów i próby odzyskania władzy przez syna Bolesława Szczodrego. Mimo ograniczenia planów ekspansjonistycznych tylko do Pomorza Gdańskiego, Władysław Herman cechował się rozwagą w relacjach międzynarodowych, a w stosunkach wewnętrznych nie rezygnował z polityki centralistycznej, którą realizował w jego imieniu palatyn Sieciech. Zarzucana Władysławowi Hermanowi nieudolność mogła mieć też związek ze wzmiankowanymi przez Galla Anonima problemami z poruszaniem się związanymi z chorobą nóg.

## Fundacje książęce
Książę Władysław Herman podejmował inicjatywy w zakresie fundacji kościelnych i między innymi to podczas jego panowania rozpoczęto po 1090 roku budowę nowej katedry na Wawelu w Krakowie (tzw. Katedry Hermanowskiej lub II katedry). Przypuszczalnie ufundował tuż po 1075 roku pierwszą katedrę w Płocku i być może kościół św. Wawrzyńca w Płocku. Wiązana jest z nim też wg tradycji budowa takich świątyń jak kościół NMP na Piasku w Krakowie, kaplicę św. Idziego w Krobi, kościół św. Idziego w Inowłodzu i nieistniejący już kościół św. Wita w Kruszwicy. Ufundował także tzw. złote kodeksy (m.in. ewangeliarz płocki). To on przeszczepił na ziemie polskie kult św. Idziego, który miał modlić się za narodziny następcy tronu – Bolesława Krzywoustego.

### Zachowane dokumenty
Najstarszym polskim dokumentem, który w oryginale zachował się do naszych czasów jest XI-wieczny list Władysława Hermana, akt zwrotu dwóch złotych krzyży. Odbiorcą była katedra w Bambergu (Bawaria). Obecnie rękopis ten znajduje się w Niemczech, w archiwum państwowym w Monachium. Dodatkowym walorem tego cennego rękopisu jest to, iż zawiera on odcisk najstarszej pieczęci władców Polski. Pieczęć uwierzytelniała i nadawała moc prawną średniowiecznym dokumentom. Na dokumentach polskich podpis pojawił się dopiero na początku XVI wieku.

## Życie prywatne

### Żony
Żonami Władysława Hermana były:
- Przecława z rodu Prawdziców[11] – ślub zawarty według obrządku słowiańskiego od ok. 1070,
- Judyta (ur. między 1056–1058, zm. 25 grudnia 1086) – córka Wratysława II, władcy Czech,
- Judyta Maria (ur. 9 kwietnia 1047, zm. 14 marca po 1092) – córka cesarza Henryka III.

Judyta Maria była posądzana na dworze książęcym o romans z palatynem Sieciechem.
Władysław I Herman był dwu- lub trzykrotnie żonaty. Literatura historyczna nie jest zgodna, czy matka jego syna Zbigniewa była żoną czy konkubiną. Wiadomo o niej, że była Polką, jednak jej pochodzenie pozostaje nieznane. Pojawiły się hipotezy, że mogła pochodzić z rodu Prawdziców. Możliwa jest (choć przyjmowana jako mniej prawdopodobna) także sytuacja, w której małżeństwo z matką Zbigniewa było niesakramentalne (np. zawarte według obyczaju słowiańskiego) ok. 1070. Matka Zbigniewa zmarła lub została oddalona z dworu przed ok. 1080 rokiem.

### Dzieci
Potomstwo z Przecławą:
- Zbigniew (ur. po 1070, zm. prawd. 8 lipca 1113) – książę dzielnicowy 1102–1107.

Potomstwo z Judytą:
- Bolesław III Krzywousty (ur. 20 sierpnia 1086, zm. 28 października 1138) – książę dzielnicowy 1102–1107, książę Polski 1107–1138.

Potomstwo z Judytą Marią:
- NN, córka (ur. 1089 lub 1090) – żona nieznanego księcia ruskiego; dawniej przypuszczano, że był nim Jarosław Światopełkowicz, książę włodzimiersko-wołyński (1112–1118),
- Agnieszka (ur. 1090 lub 1091, zm. 1125) – opatka w Gandersheim i Kwedlinburgu,
- NN, córka (ur. 1091 lub 1092) – żona nieznanego polskiego możnowładcy; dawniej błędnie identyfikowano ją z Adelajdą, żoną Dypolda III von Vohburga, margrabiego Marchii Północnej.

### Genealogia
| Mieszko II Lambert ur. 990 zm. 10 lub 11 V 1034 | Mieszko II Lambert ur. 990 zm. 10 lub 11 V 1034 |                                                       |                                                       | Rycheza Lotaryńska ur. ok. 993 zm. 21 III 1063 | Rycheza Lotaryńska ur. ok. 993 zm. 21 III 1063 |  |  | Włodzimierz I Wielki ur. ? zm. 15 VII 1015 | Włodzimierz I Wielki ur. ? zm. 15 VII 1015 |                                                 |                                                 | NN ur. ? zm. po 1018 | NN ur. ? zm. po 1018 |
|                                                 |                                                 |                                                       |                                                       |                                                |                                                |  |  |                                            |                                            |                                                 |                                                 |                      |                      |
|                                                 |                                                 |                                                       |                                                       |                                                |                                                |  |  |                                            |                                            |                                                 |                                                 |                      |                      |
|                                                 |                                                 | Kazimierz I Odnowiciel ur. 25 VII 1016 zm. 28 XI 1058 | Kazimierz I Odnowiciel ur. 25 VII 1016 zm. 28 XI 1058 |                                                |                                                |  |  |                                            |                                            | Dobroniega ur. w okr. 1010–1016 zm. 13 XII 1087 | Dobroniega ur. w okr. 1010–1016 zm. 13 XII 1087 |                      |                      |
|                                                 |                                                 |                                                       |                                                       |                                                |                                                |  |  |                                            |                                            |                                                 |                                                 |                      |                      |
|                                                 |                                                 |                                                       |                                                       |                                                |                                                |  |  |                                            |                                            |                                                 |                                                 |                      |                      |
|                                                 |                                                 |                                                       |                                                       |                                                |                                                |  |  |                                            |                                            |                                                 |                                                 |                      |                      |

| 1 Przecława z rodu Prawdziców? ur. ? zm. ? OO ok. 1070 | 1 Przecława z rodu Prawdziców? ur. ? zm. ? OO ok. 1070 | 2 Judyta czeska ur. w okr. 1056–1058 zm. 25 XII 1086 OO ok. 1080 | 2 Judyta czeska ur. w okr. 1056–1058 zm. 25 XII 1086 OO ok. 1080 | Władysław I Herman (ur. ok. 1043, zm. 4 VI 1102) | Władysław I Herman (ur. ok. 1043, zm. 4 VI 1102) | 3 Judyta Maria ur. 9 IV 1047 zm. 14 III po 1092 OO ok. 1089 | 3 Judyta Maria ur. 9 IV 1047 zm. 14 III po 1092 OO ok. 1089 |                                   |                                   |
|                                                        |                                                        |                                                                  |                                                                  |                                                  |                                                  |                                                             |                                                             |                                   |                                   |
|                                                        |                                                        |                                                                  |                                                                  |                                                  |                                                  |                                                             |                                                             |                                   |                                   |
|                                                        | 1                                                      |                                                                  | 2                                                                |                                                  | 3                                                |                                                             | 3                                                           |                                   | 3                                 |
| Zbigniew ur. po 1070 zm. 8 VII 1113?                   | Zbigniew ur. po 1070 zm. 8 VII 1113?                   | Bolesław III Krzywousty ur. 20 VIII 1086 zm. 28 X 1138           | Bolesław III Krzywousty ur. 20 VIII 1086 zm. 28 X 1138           | NN, córka ur. 1089 lub 1090 zm. ?                | NN, córka ur. 1089 lub 1090 zm. ?                | Agnieszka ur. 1090 lub 1091 zm. 1125                        | Agnieszka ur. 1090 lub 1091 zm. 1125                        | NN, córka ur. 1091 lub 1092 zm. ? | NN, córka ur. 1091 lub 1092 zm. ? |

## Fundacje
- rotunda przy katedrze w Płocku
- I romańska katedra w Płocku

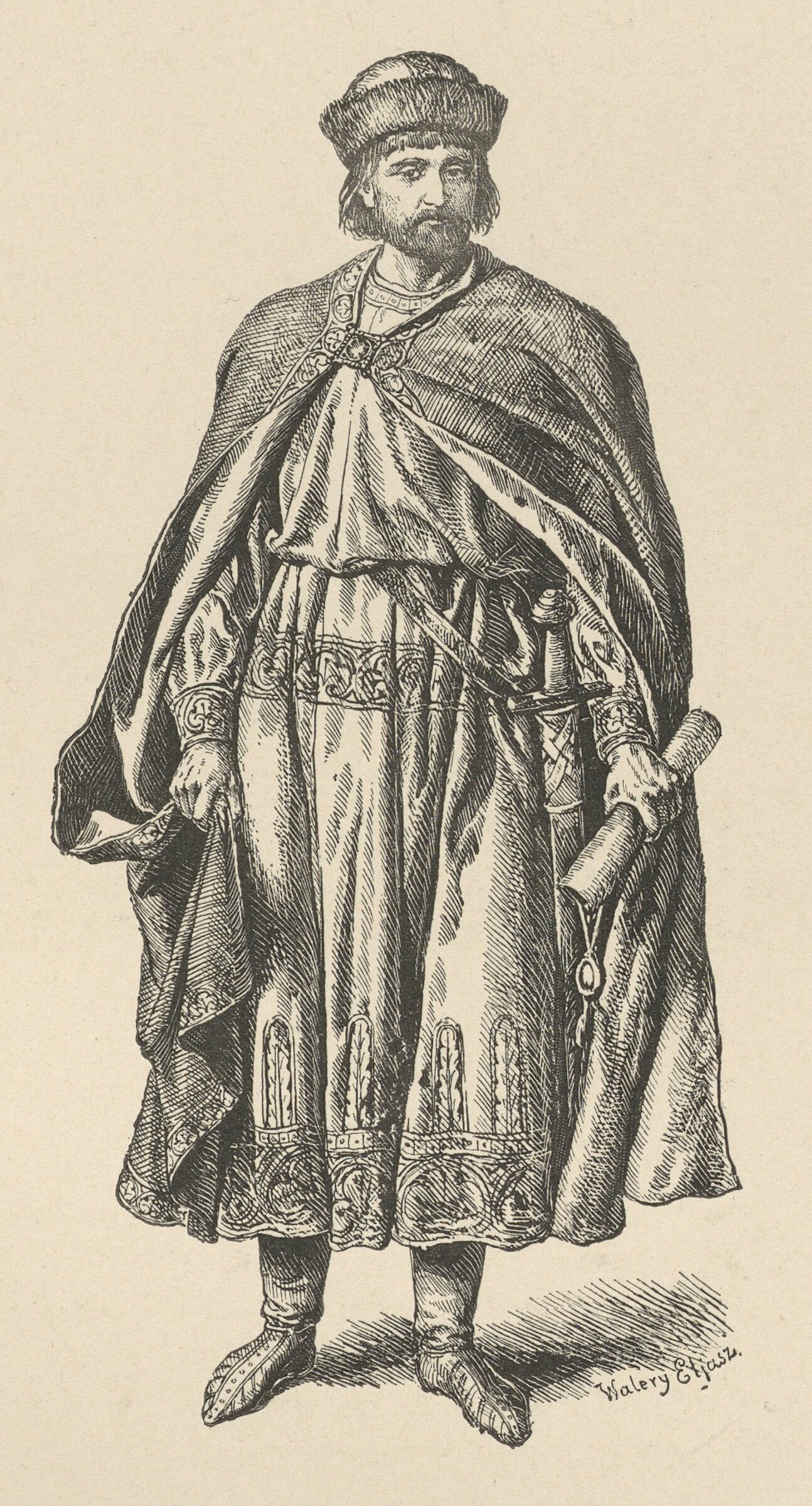
Władysław Herman, autor Walery Eljasz-Radzikowski

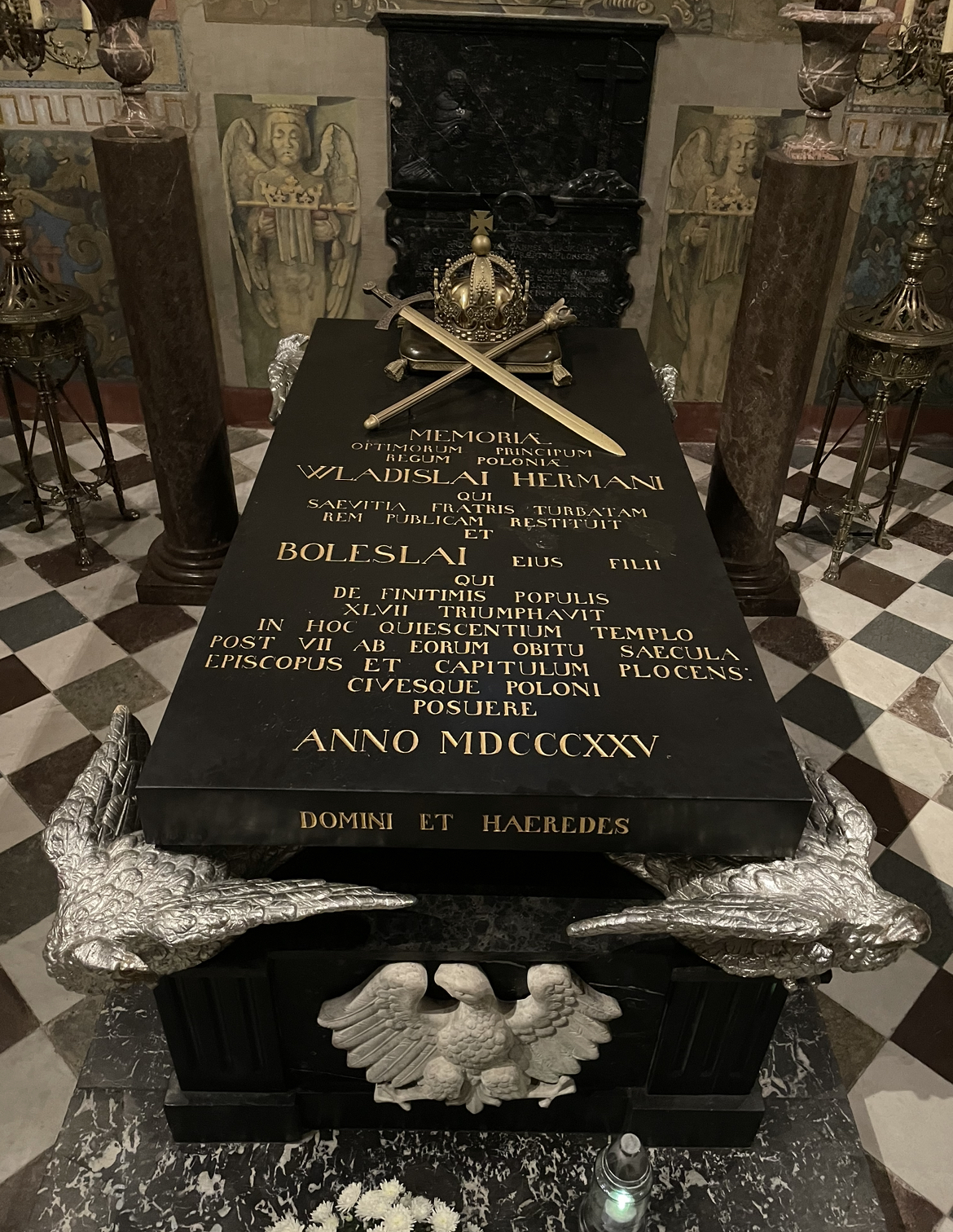
Sarkofag Władysława Hermana z 1825 roku w katedrze w Płocku

- zapoczątkowanie po 1090 roku budowy tzw. II katedry na Wawelu (Katedry Hermanowskiej), ukończonej przez jego syna Bolesława Krzywoustego w 1142
- Kościół św. Idziego w Inowłodzu
- Kościół św. Idziego w Krakowie
- Kaplica św. Idziego w Krobi

## Pomniki
Władysława Hermana upamiętnia renesansowa płaskorzeźba umieszczona w portalu bramy wjazdowej Zamku Piastów Śląskich w Brzegu.